# ميلدريد كولز
ميلدريد كولز (بالإنجليزية: Mildred Coles)‏ هي ممثلة أمريكية، ولدت في 18 يوليو 1920 بلوس أنجلوس في الولايات المتحدة، وتوفيت في 31 أغسطس 1995 بباراديس في الولايات المتحدة.

## وصلات خارجية
- ميلدريد كولز على موقع IMDb (الإنجليزية)
- ميلدريد كولز على موقع أول موفي (الإنجليزية)
- ميلدريد كولز على موقع قاعدة بيانات الفيلم (الإنجليزية)